# Хоки (провинция)

Провинция Хоки на карте Японии со старым административным делением (выделена красным).

Провинция Хоки (яп. 伯耆国 хоки но куни, «Страна Хоки» или 伯州 хакусю:, «провинция Хоки») — историческая провинция Японии в регионе Тюгоку на западе острова Хонсю. Соответствует западной части современной префектуре Тоттори.

## История
Провинция Хоки была образована в VII веке. Её административный центр находился в современном городе Кураёси. Хоки издревле была известна богатыми залежами железной руды. Благодаря этому в обязанности провинции входила ежегодная оплата дани императорскому двору железными инструментами и оружием.
С XIII века фактический лидер Камакурского сёгуната, род Ходзё, взял под свой контроль ресурсы провинции Хоки. В XIV веке его сменил род Ямана, который благодаря железу этих земель смог стать одним из самых влиятельных самурайских родов средневековья, наряду с родами Хосокава и Оути.
В XVI веке провинция Хоки стала центром владений рода Амаго, который в середине того же века был уничтожен родом Мори. В период Эдо (1603—1867) провинция принадлежала роду Икэда, владельцам соседней провинции Инаба.
В результате административной реформы в 1871 году провинция Хоки вошла в состав префектуры Тоттори.

## Уезды провинции Хоки
- Аими (яп. 会見郡)
- Асэри (яп. 汗入郡)
- Кавамура (яп. 河村郡)
- Кумэ (яп. 久米郡)
- Хино (яп. 日野郡)
- Ябасэ (яп. 八橋郡)